# Spiculogloeomycetes
Spiculogloeomycetes Q.M. Wang, F.Y. Bai, M. Groenew. & Boekhout – klasa podstawczaków (Basidiomycota). Takson utworzony w 2015 roku.

## Systematyka
Według Index Fungorum bazującego na Dictionary of the Fungi do klasy Spiculogloeomycetes należą:
- podklasa: incertae sedis
  - rząd: Spiculogloeales R. Bauer, Begerow, J.P. Samp., M. Weiss & Oberw. 2006
    - rodzina: Spiculogloeaceae Denchev 2009
- podklasa incertae sedis
  - rząd incertae sedis
    - rodzina incertae sedis
      - rodzaj Meniscomyces Q.M. Wang & F.Y. Bai 2020[2]
        - gatunek Meniscomyces layueensis Q.M. Wang, F.Y. Bai & A.H. Li, in Li, Yuan, Groenewald, Bensch, Yurkov, Li, Han, Guo, Aime, Sampaio, Jindamorakot, Turchetti, Inacio, Fungsin Wang & Bai 2020[3].